# Droga wojewódzka 707
Die Droga wojewódzka 707 (DW 707) ist eine zwei Kilometer lange Droga wojewódzka (Woiwodschaftsstraße) in der polnischen Woiwodschaft Łódź und der Woiwodschaft Masowien, die Skierniewice mit Nowe Miasto nad Pilicą verbindet. Die Strecke liegt in der Kreisfreien Stadt Skierniewice, im Powiat Skierniewicki, im Powiat Rawski und im Powiat Grójecki.

## Streckenverlauf
Woiwodschaft Łódź, Kreisfreie Stadt Skierniewice
-  Skierniewice (A 2, DK 70, DW 705)

Woiwodschaft Łódź, Powiat Skierniewicki
- Podtrzcianna
- Strzyboga
- Nowy Kawęczyn
- Kaczorów

Woiwodschaft Łódź, Powiat Rawski
- Kurzeszyn
- Niwna
-  Rawa Mazowiecka (S 8, DK 72, DW 725, DW 726)
- Pukinin
- Cielądz

Woiwodschaft Masowien, Powiat Grójecki
- Żdżary
- Jankowice
-  Nowe Miasto nad Pilicą (DW 728)